# Mirji, Mudhol
Mirji là một làng thuộc tehsil Mudhol, huyện Bagalkot, bang Karnataka, Ấn Độ.